# Vélez-Málaga (Gerichtsbezirk)
Der Gerichtsbezirk Vélez-Málaga ist einer der elf Gerichtsbezirke in der Provinz Málaga.
Der Bezirk umfasst 17 Gemeinden auf einer Fläche von 529,80 km² mit dem Hauptquartier in Vélez-Málaga.

## Gemeinden
| Gemeinde                    | Einwohner (2024) | Fläche km² | Dichte Einw./km² | Cod INE | Postleitzahl |
| --------------------------- | ---------------- | ---------- | ---------------- | ------- | ------------ |
| Alcaucín                    | 2.653            | 45,13      | 59               | 29002   | 29711        |
| Almáchar                    | 1.927            | 14,40      | 134              | 29009   | 29718        |
| Arenas                      | 1.259            | 26,30      | 48               | 29019   | 29717        |
| Benamargosa                 | 1.552            | 12,12      | 128              | 29026   | 29718        |
| Benamocarra                 | 3.115            | 5,74       | 543              | 29027   | 29719        |
| El Borge                    | 941              | 24,39      | 39               | 29030   | 29718        |
| Canillas de Aceituno        | 1.777            | 42,03      | 42               | 29033   | 29716        |
| Comares                     | 1.346            | 25,50      | 53               | 29044   | 29195        |
| Cútar                       | 587              | 19,42      | 30               | 29050   | 29718        |
| Iznate                      | 947              | 7,47       | 127              | 29062   | 29792        |
| Macharaviaya                | 506              | 7,24       | 70               | 29066   | 29791        |
| Moclinejo                   | 1.227            | 14,29      | 86               | 29071   | 29738        |
| Periana                     | 3.350            | 58,76      | 57               | 29079   | 29710        |
| Salares                     | 198              | 10,29      | 19               | 29085   | 29714        |
| Sedella                     | 600              | 31,62      | 19               | 29087   | 29715        |
| Vélez-Málaga                | 85.990           | 157,88     | 545              | 29094   | 29700        |
| Viñuela                     | 2.006            | 27,22      | 74               | 29099   | 29712, 29713 |
| Gerichtsbezirk Vélez-Málaga | 109.981          | 529,80     | 208              | –       | –            |